# جولييتا فاردانيان
جولييتا فاردانيان (28 أكتوبر 1983 في يريفان -) (بالأرمنية: Ջուլիետա Վարդանյան) هي عازفة بيانو وقيثارة أرمنية. فازت بوسامي «فيفسلّ-متس» الذهبي و«القديس غريغور ناراتسي».

## الجوائز
- وسام القديس غريغور ناراتسي (2013) لوزارة الثقافة الأرمنية، لنشر الموسيقى المعاصرة والفنون المسرحية.
- وسام «فيفسلّ-متس» الذهبي (2015) للحفاظ على الموسيقى الأكاديمية الأرمنية.

## الروابط الخارجية
- مقابلة مع جولييتا فاردانيان